# التطهير إلى الأبد
التطهير إلى الأبد (بالإنجليزية: The Forever Purge)‏ هو فيلم ديستوبيا أكشن،رعب،خيال علمي أمريكي قادم.الفيلم من بطولة آنا دي لا ريغيورا،جوش لوكاس،ليفين رامبين،ويل باتون وكاسيدي فريمان.
الفيلم هو الفيلم الخامس لسلسة أفلام التطهير،الذي عرض في 9 يوليو 2021.

## روابط خارجية
- الموقع الرسمي
- التطهير إلى الأبد على موقع IMDb (الإنجليزية)
- التطهير إلى الأبد على موقع ميتاكريتيك (الإنجليزية)
- التطهير إلى الأبد على موقع روتن توميتوز (الإنجليزية)
- التطهير إلى الأبد على موقع ألو سيني (الفرنسية)
- التطهير إلى الأبد على موقع أول موفي (الإنجليزية)
- التطهير إلى الأبد على موقع بوكس أوفيس موجو (الإنجليزية)
- التطهير إلى الأبد على موقع فيلمافينيتي (الإسبانية)
- التطهير إلى الأبد على موقع قاعدة بيانات الأفلام السويدية (السويدية)
- التطهير إلى الأبد على موقع قاعدة بيانات الفيلم (الإنجليزية)
- التطهير إلى الأبد على موقع ليتربوكسد (الإنجليزية)

لم يتم العثور على روابط لمواقع التواصل الاجتماعي.